# Champagnole
Champagnole je francouzská obec v departementu Jura v regionu Franche-Comté. V roce 2012 zde žilo 7 938 obyvatel. Je centrem kantonu Champagnole.
Narodil se zde známý biatlonista Quentin Fillon Maillet.

## Sousední obce
Ardon, Bourg-de-Sirod, Cize, Crotenay, Équevillon, Monnet-la-Ville, Montrond, Ney, Sapois, Syam, Vannoz

## Vývoj počtu obyvatel
Počet obyvatel 